# 西村博之 (イラストレーター)
西村 博之（にしむら ひろゆき、1963年 - ）は、日本の男性アニメーター、キャラクターデザイナー、アニメ監督、イラストレーター。神奈川県出身。

## 来歴
筑波大学卒業後、亜細亜堂に入社して動画・原画を経験。5年在籍した後にフリーランスとなった。その後の1992年にアニメ監督の本郷みつる、じゃんぐるじむ出身のアニメーター高倉佳彦と共にめがてんスタジオを結成するが、2007年に西村が抜けたため、本郷と高倉のスタジオとなる。
2005年以降、イラスト関係の仕事は河邑 昴保（かわむら たかやす）または河村 昂保名義で統一している。
電子掲示板群サイト『2ちゃんねる』の初代管理人である西村博之とは同姓同名の別人。

## 参加作品

### テレビアニメ
1979年
- ドラえもん（1979年 - 2005年、原画）

1987年
- エスパー魔美（1987年 - 1989年、原画）

1988年
- おそ松くん（新）（1988年 - 1989年、原画）

1989年
- らんま1/2（原画）
- チンプイ（1989年 - 1991年、作画監督）

1990年
- ふしぎの海のナディア（1990年 - 1991年、原画）

1992年
- クレヨンしんちゃん（1992年 - 、絵コンテ・作画監督・原画）

1993年
- ミラクル☆ガールズ（絵コンテ）

1996年
- るろうに剣心 -明治剣客浪漫譚-（1996年 - 1998年、原画）

1998年
- 星方武侠アウトロースター（原画）

1999年
- メダロット（1999年 - 2000年、絵コンテ・原画）

2000年
- 女神候補生（絵コンテ）

2001年
- カスミン（2001年 - 2003年、絵コンテ）

2003年
- WOLF'S RAIN（絵コンテ）
- GAD GUARD（絵コンテ）

2004年
- マリア様がみてる（原画）
- ジパング（2004年 - 2005年、絵コンテ・原画）

2005年
- IGPX（2005年 - 2006年、脚本・絵コンテ・設定協力）

2006年
- 桜蘭高校ホスト部（オープニング原画）

2007年
- デルトラクエスト（2007年 - 2008年、キャラクターデザイン・総作画監督・絵コンテ・作画監督・原画／OP・ED[第2期除く]作画監督）

2008年
- RD 潜脳調査室（オープニング原画、絵コンテ）
- カイバ（原画）

2009年
- 黒神 The Animation（キャラクターデザイン・総作画監督・絵コンテ・作画監督・原画）
- イナズマイレブン（第3期オープニング原画）

2010年
- SDガンダム三国伝 Brave Battle Warriors（絵コンテ）

2011年
- ダンボール戦機（キャラクターデザイン・総作画監督・作画監督）

2012年
- ダンボール戦機W（キャラクターデザイン・総作画監督）

2013年
- ダンボール戦機ウォーズ（キャラクターデザイン）

2021年
- SCARLET NEXUS（監督・キャラクターデザイン・絵コンテ・演出・作画監督）

### 劇場アニメ
1988年
- ドラえもん のび太のパラレル西遊記（動画）

1990年
- ドラえもん のび太とアニマル惑星（原画）

1992年
- 21エモン 宇宙いけ! 裸足のプリンセス（メカニックデザイン・原画）

1993年
- ドラミちゃん ハロー恐竜キッズ!!（原画）
- クレヨンしんちゃん アクション仮面VSハイグレ魔王（原画）

1994年
- クレヨンしんちゃん ブリブリ王国の秘宝（設定デザイン・原画）

1995年
- クレヨンしんちゃん 雲黒斎の野望（原画）

1996年
- クレヨンしんちゃん ヘンダーランドの大冒険（原画）
- X 劇場版（原画）

1997年
- ザ☆ドラえもんズ 怪盗ドラパン謎の挑戦状!（原画）
- クレヨンしんちゃん 暗黒タマタマ大追跡（原画）

1999年
- ドラえもん のび太の宇宙漂流記（原画）
- クレヨンしんちゃん 爆発!温泉わくわく大決戦（原画）
- スライム冒険記〜海だ、イエー〜（原画）

2001年
- サクラ大戦 活動写真（脚本・絵コンテ・エフェクト）

2002年
- パルムの樹（原画）

2004年
- マインド・ゲーム（原画）

2005年
- 劇場版 鋼の錬金術師 シャンバラを征く者（原画）

2007年
- ストレンヂア 無皇刃譚（原画）

2008年
- クレヨンしんちゃん ちょー嵐を呼ぶ 金矛の勇者（原画）
- 劇場版ポケットモンスター ダイヤモンド&パール ギラティナと氷空の花束 シェイミ（原画）

2010年
- 劇場版 Fate/stay night UNLIMITED BLADE WORKS（総作画監督補佐）
- 劇場版ポケットモンスター ダイヤモンド&パール 幻影の覇者 ゾロアーク（絵コンテ）
- カラフル（原画）

2012年
- 劇場版イナズマイレブンGO vs ダンボール戦機W（キャラクターデザイン（共同））

2017年
- 機動戦士ガンダム THE ORIGIN 激突ルウム会戦（総作画監督）

2019年
- 劇場版シティーハンター 〈新宿プライベート・アイズ〉（サブキャラクターデザイン　※ことぶきつかさと連名）

### OVA
1990年
- 暗黒神話（原画）

1992年
- イース 天空の神殿〜アドル・クリスティンの冒険〜（1992年 - 1993年、キャラクターデザイン・作画監督）

1994年
- 逮捕しちゃうぞ（1994年 - 1995年、原画）

1995年
- 秘境探検ファム&イーリー（絵コンテ・演出・レイアウト・作画監督・原画）
- 神秘の世界エルハザード（原画）
- ブラック・ジャック（原画）

1996年
- シャーマニックプリンセス（1996年 - 1998年、監督・脚本・絵コンテ・演出・作画監督・原画）
- 闘神伝（原画）

2002年
- るろうに剣心 -明治剣客浪漫譚- 星霜編（原画）
- 魔法のスターマジカルエミ「雲光る」（作画監督　※海谷敏久と連名）

2003年
- マクロス ゼロ（原画）

2010年
- DARKER THAN BLACK -黒の契約者- 外伝（絵コンテ）

### ゲーム
1991年
- ぽっぷるメイル（イラストレーション・PC88版&SFC版パッケージ原画）

1999年
- ワイルドアームズ セカンドイグニッション（アニメムービー原画）

2000年
- イースIIエターナル（イラストレーション）
- ラレンティア 〜熱情の都〜（キャラクターデザイン・原画）※18禁
- テイルズ オブ エターニア（アニメパート監督・絵コンテ・演出）

2002年
- テイルズ オブ デスティニー2（アニメパート監督・絵コンテ）
- サーヴィランス 監視者（アニメムービー監督・設定協力・エフェクト協力・作画監督協力）

2005年
- テイルズ オブ レジェンディア（アニメパート原画）

2006年
- テイルズ オブ ハーツ（オープニングアニメーション原画）

-
- Mio Cid 〜錬金術の剣〜（キャラクターデザイン・原画）※18禁

### その他
- なんちゃってバンパイヤン（1999年、原画）
- ガープス・ルナル（挿絵）
- ルナル・サーガ（挿絵）
- カラミティナイト（挿絵）
- 私立霧舎学園ミステリ白書シリーズ（挿絵）
- X-MEN JAPAN ORIGINAL NOVELS（挿絵）
- 光の騎士伝説シリーズ 1〜3